# Рехельс, Марк Львович
Марк Львович Рехельс (21 мая 1915, Баку — 7 сентября 1975, Ленинград) — советский режиссёр, педагог, теоретик театра. Заслуженный деятель искусств РСФСР.
С 15 лет на сцене. Прошёл длинный путь от артиста хора и миманса Театра оперы и балета в Баку до режиссёра Ленинградского БДТ им. Горького и доцента кафедры режиссуры Ленинградского государственного института театра, музыки и кинематографии (ЛГИТМиК).

## Биография
Марк Львович Рехельс родился 21 мая 1915 года в Баку. Отец — Лев Натанович (Лейб Нисеннович) Рехельс играл на многих инструментах, писал музыку, дирижировал, был гравёром и знал печатное дело. Умер в 1922 году. Мать — Елизавета Теодоровна Рехельс (в девичестве Аншелевич), машинистка литографии «Красный Восток». Рано потеряв отца, Марк Рехельс жил с матерью и двумя братьями.
В 1938 году окончил режиссёрский факультет Института театрального искусства (ГИТИС). Учился на одном курсе с Г. А. Товстоноговым и Б. А. Покровским. В июне 1938 года встречался с В. Мейерхольдом, о чём тот упомянул в двухтомнике «Статьи. Письма. Речи. Беседы».
В 1939 году выпускной курс ГИТИСа, руководимый Леонидом Мироновичем Леонидовым, целиком был направлен в Гомель, где из выпускников института было решено организовать новый театр-студию. С этим курсом выехал в Гомель и молодой режиссёр Марк Рехельс. Художественное руководство театром осуществлял из Москвы Л. М. Леонидов (поэтому театр так и называли — «Леонидовская студия»). Рехельс был режиссёром и заведовал литературной частью театра.
В 1940 году Рехельс был назначен главным режиссёром студии. Ему пришлось столкнуться с рядом серьёзных организационных трудностей, в преодолении которых ему помогал Л. М. Леонидов. На свои первые гастроли летом 1940 года театр выехал в Западную Белоруссию. В это время правительство Республики приняло решение о строительстве в Гомеле нового театрального здания, которое должно было принять первых зрителей в 1943 году. Но осуществиться планам помешала война. Опыт и уроки, полученные в результате становления театра, легли в основу книги М. Л. Рехельса «Режиссёрская этика».
Участник Великой Отечественной войны. Сначала был в действующей армии, потом переведён во фронтовую концертную бригаду.
В 1952-54 годах работал главным режиссёром Смоленского драматического театра. Был подлинным экспериментатором театра. Его лучшим работам присущи легкость, изящество, своеобразие трактовки.
М. Л. Рехельс более тридцати лет сотрудничал с известным мастером режиссуры Г. А. Товстоноговым. Сначала как соученик по ГИТИСу, потом как режиссёр БДТ имени М. Горького и педагог кафедры режиссуры Ленинградского института театра, музыки и кинематографии, руководимой Г. А. Товстоноговым.

…В БДТ была каста священников — режиссёры (в разное время Игорь Владимиров, Роза Сирота, Марк Рехельс, Рубен Агамирзян, Зиновий Корогодский, Юрий Аксенов, Давид Либуркин, Борис Сапегин…)
— Из воспоминаний Сергея Юрского
М. Л. Рехельс — автор многочисленных статей по истории театра и книги «Режиссёр — автор спектакля» (1969). Работал доцентом кафедры режиссуры ЛГИТМиК.

Марк Львович Рехельс — умнейший и тончайший человек, параллельно с курсом Тростянецкого, набрал курс эстрады. Руководителем был Райкин, но, по-моему, он пришёл один раз. Экзамены принимал Рехельс. Фактически Рехельс и руководил курсом… Рехельс и Кацман были, говоря восточным языком, как правая и левая рука Товстоногова. Он им доверял беспредельно."
— Из воспоминаний Сергея Лосева
Умер 7 сентября 1975 года от рака легких. Похоронен на Северном кладбище Санкт-Петербурга на участке ветеранов сцены.

## Важнейшие постановки
Поставил более 60 спектаклей. Его пьеса, ироническая комедия «Три мушкетёра» по одноимённому роману А. Дюма, до сих пор не сходит со сцен многих театров.

### Смоленский драматический театр имени А. С. Грибоедова
- «Бесприданница» А. Н. Островского
- «Хитроумная влюбленная» Лопе де Вега
- «Три мушкетёра» А. Дюма-отец
- «История одной любви» К. Симонова
- «В сиреневом саду» Ц. Солодаря[11].

### Кировобадскийдраматический театр
- «Каменный гость» А. С. Пушкина
- «Цыганы» А. С. Пушкина

### Бакинский Русский драматический театр
- «Человек и джентльмен» Эдуардо де Филиппо
- «Дмитрий Стоянов» Беллы Левантовской
- «Три мушкетёра» Александра Дюма-отца
- «Улица Трёх соловьёв, 17» Драгутина Добричанина

### Минский театр имени М. Горького
- «Варшавская мелодия» Леонида Зорина

### Театр имени Ленсовета
- «Начало жизни» Константина Финна
- «Трёхгрошовая опера» Бертольта Брехта

### ЛенинградскийБДТим. Горького
- «Снежная королева» Евгения Шварца
- «Океан» Александра Штейна
- «Воспоминания о двух понедельниках» Артура Миллера

### Учебный театр «На Моховой»
- «Процесс из-за тени осла» Фридриха Дюрренматта
- «Зримая песня» (режиссёр-педагог)

## Фильмография
- Готическая роза (фильм-спектакль, 1966)
- Океан (фильм-спектакль, 1969)

## Сочинения
- Рехельс, Марк Львович. О режиссёрской этике : Размышления. Вопросы. Воспоминания. — Москва : Искусство, 1968.
- Марк Рехельс. Режиссёр — автор спектакля. Издательство: Искусство, 1969 год.

## Семья
М. Л. Рехельс был трижды женат.
- Первая жена — Ева, театральная портниха, польская еврейка, во время войны была интернирована в Казахстан[9].
- Вторая жена — Лейла Гаибова, актриса, заслуженная артистка РСФСР, умерла от рака в 1967 году[9].
- Третья жена — Лидия Лобанова, актриса и редактор «Леннаучфильма»[9].